# Traditionalismus (Philosophie)

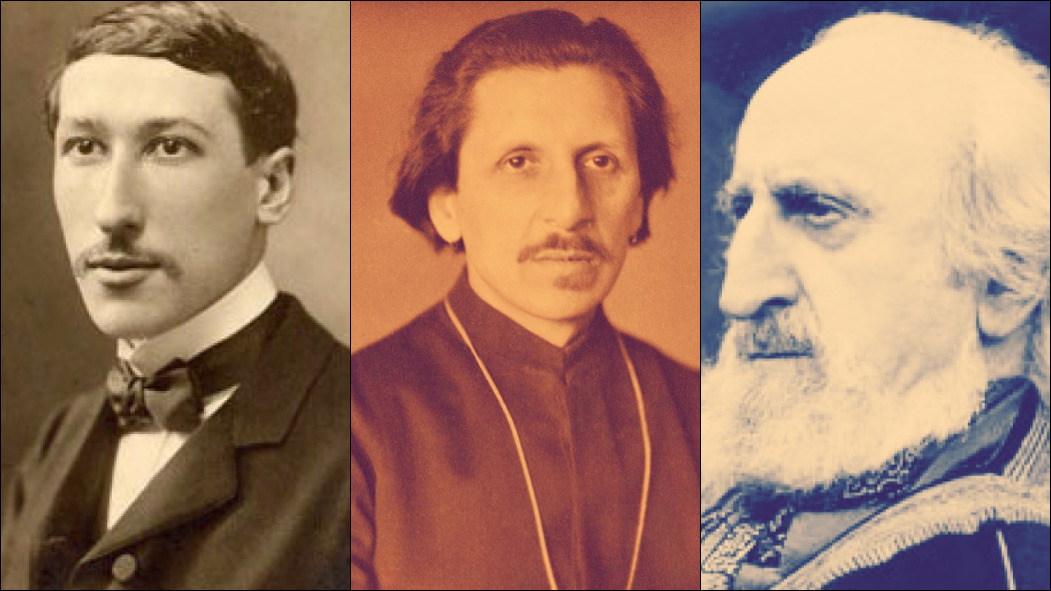
René Guénon, Ananda Coomaraswamy und Frithjof Schuon.

Traditionalismus (Integraler Traditionalismus; Traditionalistische Schule) ist eine Weltanschauung, die Philosophie/Metaphysik, Religion und Mystik/Esoterik verbindet, dezidiert anti-modern ausgerichtet ist und von einer Philosophia perennis ausgeht und diese erneuern will.

## Geschichte
Der Traditionalismus beruht auf philosophischen und esoterischen Vorstellungen, die bis auf Marsilio Ficinos Interpretationen des Platonismus und hermetischer Lehren zurückgehen. Er postulierte eine Verknüpfung zahlreicher Religionen des Alten Orients, der Antike und Spätantike, die auf eine Wahrheit schließen lasse, womit die Religionen als zeitliche Phänomene derselben gelten. Sein monistischer Ansatz sollte die Vielheit neu organisieren. Radikaler als Nikolaus von Kues in seiner Schrift De pace fidei, der allen Religionen einen Anteil an der Wahrheit zubilligte, sofern er jenen Anteil mit dem Christentum identifizierte, relativierte Ficino durch seine vergleichende Ableitung indirekt den Offenbarungscharakter des Christentums.
In Frankreich begründeten Joseph de Maistre und Louis-Gabriel-Ambroise de Bonald auf christlicher Grundlage eine integrale Anschauung. Diese wurde vom jungen Félicité de Lamennais maßgeblich weiterentwickelt. Weitere Vertreter waren Augustin Barruel, Pierre-Simon Ballanche und Augustin Bonnetty. Sie lehnten die individuelle Vernunft als alleinige Entscheidungsgrundlage politischen Handels ab. Der subjektive Einzelwille habe sich vielmehr der christlichen Offenbarung unterzuordnen. Die Ablehnung der Autonomie, der Selbstgesetzgebung und des liberalen Freiheitsbegriffes war anti-aufklärerisch motiviert. Hiermit übertrugen sie die Vorstellung einer Philosophia perennis auf die Politik. Obgleich die Gleichsetzung von christlicher Orthodoxie und Wahrheit von späteren Traditionalisten teilweise aufgegeben wurde, insofern das Christentum nur eine temporale Wirklichkeit der Wahrheit sei oder dies nur aus perspektivischer Sicht eingedenk seiner eigenen integralen Zugehörigkeit zur Urreligion eingenommen werde könne, entstammen zahlreiche Ideologeme wie die Deutung der Moderne als Irrweg und die daran anschließende Forderung nach einer radikalen Umkehr wie der Antimaterialismus der katholischen Reaktion.
Neben dem Neuplatonismus der Renaissance und dem Integralismus der Reaktion gelten die Esoterik des bereits auf de Maistre wirkenden Theosophen Louis Claude de Saint-Martin sowie die Lehren Antoine Fabre d’Olivet als die wichtigsten ideengeschichtlichen Quellen des integralen Traditionalismus.

## Vertreter
Gründer und bekanntester Traditionalist ist René Guénon. Weitere bekannte Vertreter sind Frithjof Schuon („islamischer Traditionalismus“, Sufismus), Mircea Eliade („weicher“ oder „akademischer Traditionalismus“), Julius Evola („politischer Traditionalismus“), Leopold Ziegler („christlich-katholischer Traditionalismus“), Ananda Kentish Coomaraswamy, Titus Burckhardt, Hossein Nasr und Martin Lings. Unter den aktuellen Vertretern sticht u. a. Wolfgang Smith hervor. Der Traditionalismus zeichnet sich durch die starke Individualität seiner Hauptvertreter aus. Von wenigen Ausnahmen wie Evola und dem jungen Eliade abgesehen, verfolgten sie keine politische Ambitionen, als die geistige Erneuerung der Ausrichtung auf die Transzendenz. Ähnliches gilt für die Kulturkritik, welche von nahezu allen Traditionalisten geteilt wird, doch bezüglich der Krise und ihre Folgen nicht als alleiniger Ausweg aus der Entzauberung der Welt ausgemacht wird.

## Kritik
Umberto Eco gebraucht den Begriff Traditionalismus als Bezeichnung für eine ideologische Ablehnung der Moderne bei Beibehaltung der von ihr sozial vorbereiteten oder ermöglichten technologischen Entwicklungen und bestimmt diesen als eines von 14 Merkmalen des Urfaschismus. Im Gegensatz zu Karl Mannheims Traditionalismus-Begriff, demnach gesellschaftliche Erneuerungen per se abgelehnt werden, wird hier nicht die Beibehaltung eines vormodernen Zustandes gefordert, sondern eine in der Moderne entstandene Ideologie wie die Blut-und-Boden-Ideologie als Grundlage für das politische Handeln genommen. Ecos Begriff ähnelt daher vielmehr dem der Erfundenen Traditionen und des Mythos. In der Denkschule des Traditionalismus ist hingegen die technische Entwicklung selbst ein zentrales Symptom geistigen Verfalls. „Die Menschen von heute rühmen sich des immer größer werdenden Umfangs der Modifikationen, die sie der Welt auferlegen, und die Folge davon ist, dass dadurch alles immer „künstlicher“ wird.“ (Rene Guenon, Die Krise der modernen Welt).